# Wilson Mizner

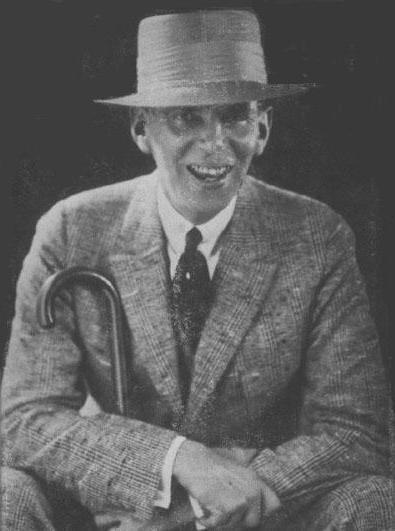
Fotografie von Wilson Mizner (1922)

Wilson Mizner (* 19. Mai 1876 in Benicia; † 3. April 1933 in Los Angeles) war ein US-amerikanischer Dramatiker, Erzähler und Unternehmer. Seine bekanntesten Stücke sind The Deep Purple und The Greyhound. Er war Geschäftsführer und Mitinhaber des Restaurants The Brown Derby in Los Angeles. Gemeinsam mit seinem Bruder Addison Mizner war er in eine Reihe von Betrügereien und pikareske Missgeschicke verwickelt, die Stephen Sondheim zum Musical Road Show inspirierten.

## Leben
Wilson „Bill“ Mizner war eines von acht Kindern. Joshua Reynolds war ihr Urgroßonkel. Ihr Vater, Lansing Bond Mizner (1825–1893), war Benjamin Harrisons diplomatischer Gesandter für Mittelamerika, weshalb die Familie nach Guatemala zog. 1897 folgte Wilson mit dreien seiner Brüder dem Klondike-Goldrausch, wo er sich mit Wyatt Earp anfreundete. In Skagway lernte er Soapy Smith kennen, den er als seinen Mentor betrachtete.
Wilson zog nach New York, wo er kurze Zeit mit der deutlich älteren Witwe des Industriellen Charles Tyson Yerkes verheiratet war.
In Florida waren die Mizner-Brüder in einen Immobilien-Skandal verwickelt, den T. Coleman du Pont aufdeckte.
Wilson kehrte nach Kalifornien zurück und begann Drehbücher für die aufkommenden Tonfilme zu schreiben.

## Werke
Stücke
- The Only Law, 1909
- The Deep Purple, 1910
- The Greyhound, 1912

Geschichten
- The Discord of Harmony, The All-Story Magazine, November 1908
- The Cock-Eyed World (1929)
- You’re Dead!, Argosy (UK), Mai 1937 (Nachdruck)

## Filmografie
- 1914: The Greyhound
- 1915: The Deep Purple
- 1917: The Law of Compensation
- 1920: Outlaws of the Deep
- 1920: The Deep Purple
- 1920: The Five Dollar Plate
- 1929: Kampfhähne der Liebe
- 1932: 20.000 Jahre in Sing Sing
- 1932: Frisco Jenny
- 1932: Lawyer Man
- 1932: Reise ohne Wiederkehr
- 1932: The Dark Horse
- 1932: Winner Take All
- 1933: Ein charmanter Schwindler (Hard to Handle)
- 1933: Heroes for Sale
- 1933: Strictly Personal
- 1933: Der kleine Gangsterkönig (The Little Giant)
- 1933: The Mind Reader
- 1934: Merry Wives of Reno
- 1957: Lux Video Theatre
- 1957: One Way Passage